# Schwermetall (Comicmagazin)
Schwermetall – Fantastische Comics für Erwachsene war ein Comicmagazin, das ab Februar 1980 monatlich erschien und 1999 eingestellt wurde. Schwerpunkte waren Science-Fiction- und Fantasy-Comics für Erwachsene.

## Geschichte
Gründer und erster Chefredakteur dieser Lizenzausgabe des französischen Métal hurlant war der Verleger Raymond Martin, der als alternativer Herausgeber bereits mit U-Comix Erfahrung gesammelt hatte. Zum Abdruck kamen Weltraumopern, erotische, spirituelle oder experimentelle Geschichten. Ursprünglich im Volksverlag erschienen, wurde das Magazin nach dessen Konkurs ab Ausgabe 58 vom Alpha Comic Verlag unter Achim Schnurrer weitergeführt. Unter der Überschrift Schwermetall präsentiert wurden vom Alpha Comic Verlag Einzelbände verschiedener Zeichner herausgebracht.
Der Einzelpreis der Hefte betrug anfangs DM 5,- (SFr. 5,50, ÖS 45,- (erstes Heft ÖS 50,-)), ab Heft Nr. 20 DM 6,- (SFr. 6,-, ÖS 50,-). Ab Heft 167/168 erschienen unter der Ankündigung Besser! Größer! Viel mehr Seiten! Doppelausgaben zum Preis von DM 12,80 (SFr. 12,80, ÖS 100,-).
Schwermetall – Fantastische Comics für Erwachsene wurde 1999 mit der Doppelausgabe 219/220 eingestellt.

### Indizierungen
Unter den vielen vertretenen Künstlern waren besonders solche, die sich explizit mit Sex, Gewalt und teilweise auch mit BDSM befassten, u. a. Moebius, Milo Manara, Boris Vallejo (Cover-Illustrationen) und Paolo Eleuteri Serpieri. Dies führte in Deutschland wiederholt zu Konflikten mit der Bundesprüfstelle für jugendgefährdende Schriften. So wurde Anzeige gegen die Herausgeber von Schwermetall – Fantastische Comics für Erwachsene wegen Verstoßes gegen das Gesetz zur Verbreitung jugendgefährdender Schriften erstattet, vor allem wegen des Comics Druuna in den 1980er Jahren. Um einer Indizierung des Comics „Druuna – Morbus Gravis“ zu entgehen, musste der Alpha-Verlag 1990 Stellen schwärzen, eine ganze Seite entfernen und ein Panel retuschieren. Die diesbezüglichen Vorveröffentlichungen in Schwermetall – Fantastische Comics für Erwachsene wurden analog bearbeitet. Die Hefte 175/176 durften lediglich vertriebsbeschränkt ausgeliefert werden. Die Bände „Morbus Gravis 3 − Creatura“ (Schwermetall – Fantastische Comics für Erwachsene Nr. 119, S. 23, 1989) und „Morbus Gravis 5 − Mandragora“ (Schwermetall – Fantastische Comics für Erwachsene Nr. 119, S. 23, 1989) erschienen nur, nachdem sie mit Balken teilweise geschwärzt worden waren.

## Künstler
Zu den veröffentlichten Künstlern im Heft gehören: Moebius (John Difool, Die luftdichte Garage), Richard Corben (Den), Enki Bilal (Alexander Nikopol), Philippe Druillet, Philippe Caza, Jeronaton, Sergio Macedo, Chantal Montellier, René Pétillon, Paul Gillon (Die Schiffbrüchigen der Zeit), Chris Scheuer, Milo Manara, Régis Loisel (Auf der Suche nach dem Vogel der Zeit), Al Voss, Paul Kirchner, Frank Margerin, Yves Chaland, Georges Pichard, Paolo Eleuteri Serpieri (Druuna), Beb Deum, Charles Burns, Frank Miller (Sin City), Geof Darrow (Hard Boiled), Juan Giménez, Andreas (Rork), Antonio Segura, Serge Clerc, Daniel Leistner, Harm Bengen …